# Discogreve
Discogreve è il quattordicesimo album di Enzo Jannacci.

## Le tracce
- Il Maiale. Il disco parte con "Il maiale", canzone movimentata con trombe in primo piano che sembra parlare alle generazioni future con verbi al tempo infinito ("Guardare più lontano, bucare l'aeroplano").
- L’Amico. La seconda traccia è la più malinconica di tutte: è dedicata a Beppe Viola, giornalista sportivo scomparso l'anno prima.
- ’O surdato ‘nnammurato. A seguire una delirante e jannacciana versione della canzone napoletana sempreverde.
- L'americana è una canzone criptica, che sembra voler raccontare di un amore con un'attrice che va in televisione.
- Pensione Italia è la storia dell'Italia dal Dopoguerra in poi, raccontando del Governo che mentirà a tutti su "una stazione che è caduta giù dal burrone".
- L’Animale è il punto del disco più musicalmente complesso, dove si vede che il produttore del disco è proprio Roberto Colombo, con un ritornello energetico e trascinante.
- Obbligatorio è la più elettronica e filosoficamente velata delle altre e ancora molto attuale. Parla della musica e delle mode di cui innamorarsi è "obbligatorio".
- Giovane pazza è una riedizione con un leggero cambio di testo e musica di "Cosa portavi bella ragazza”, contenuta nel disco Sei minuti all'alba.
- Zan zan le belle rane. È stata scritta a fine anni ‘70 insieme a Massimo Boldi (che l'aveva pubblicata nel 1979).

L'album non è mai stato ristampato su CD, ma sette brani su nove sono presenti nella raccolta in quattro CD Quando un musicista ride, pubblicata dalla RCA nel 2013.

## Tracce
Lato A
1. Il maiale (testo: Enzo Jannacci, Riccardo Piferi – musica: Enzo Jannacci, Roberto Colombo)
2. L'amico (testo: Enzo Jannacci – musica: Enzo Jannacci, Roberto Colombo)
3. 'O surdato 'nnammurato (testo: Aniello Califano – musica: Enrico Cannio)
4. L'americana (testo: Enzo Jannacci – musica: Enzo Jannacci)

Lato B
1. Pensione Italia (testo: Enzo Jannacci – musica: Enzo Jannacci)
2. L'animale (testo: Enzo Jannacci – musica: Roberto Colombo)
3. Obbligatorio (testo: Enzo Jannacci, Riccardo Piferi – musica: Sergio Cossu)
4. Giovane pazza (testo: Enzo Jannacci – musica: Enzo Jannacci)
5. Zan zan le belle rane (testo: Enzo Jannacci, Massimo Boldi – musica: Enzo Jannacci)

## Formazione
- Enzo Jannacci – voce
- Dino D'Autorio – basso
- Alberto Mompellio – tastiera
- Giorgio Vanni – chitarra
- Roberto Colombo – tastiera
- Sergio Cossu – tastiera
- Mino Martelli – salterio
- Sergio Farina – chitarra
- Walter Calloni – batteria
- Tony Soranno – chitarra
- Pier Luigi Mucciolo – tromba, flicorno
- Claudio Pascoli – sax
- Coro Stella Alpina di Campertogno – cori

## Curiosità
- Roberto Colombo ha curato gli arrangiamenti dell'album, ed inoltre ha collaborato con Jannacci per i testi e le musiche della maggior parte delle canzoni del disco.
- Obbligatorio è stata la sigla del programma RAI 'Il Gransimpatico' condotto da Jannacci stesso. La sigla era animata da Lorenzo Mattotti.
- Zan zan le belle rane è stata scritta insieme a Massimo Boldi.